# Villebaudon
Villebaudon är en kommun i departementet Manche i regionen Normandie i norra Frankrike. Kommunen ligger i kantonen Percy som tillhör arrondissementet Saint-Lô. År 2022 hade Villebaudon 325 invånare.

## Befolkningsutveckling
Antalet invånare i kommunen Villebaudon
| Referens: INSEE |